# Bernd Richter (Politiker, 1953)
Bernd Kurt Günter Richter (* 5. Mai 1953 in Rotenburg (Wümme)) ist ein bremischer Politiker (FDP) und war Abgeordneter der Bremischen Bürgerschaft.

## Biografie

### Ausbildung und Beruf
Richter machte nach seinem Realschulabschluss von 1968 bis 1971 eine kaufmännische Lehre. Von 1971 bis 1972 absolvierte er auf dem zweiten Bildungsweg sein Fachabitur. Anschließend studierte er von 1972 bis 1975 an der Hochschule für Wirtschaft in Bremen.
Von 1972 bis 1977 war in der Beteiligungsverwaltung bei der Deutschen Bau und Boden GmbH in Bremen tätig. In den Jahren 1977 bis 1980 war er als Assistent der Geschäftsführung bei Bauatelier Nord in Bremen angestellt und von 1980 bis 1989 als Projektleiter Stadtsanierung bei Neue Heimat Niedersachsen tätig. Seit Oktober 1989 Geschäftsführer bei Haus & Grund Bremen e.V. und Haus & Grund Bremen GmbH.

### Politik
Richter ist seit 1990 Mitglied der FDP und für seine Partei Vorsitzender im Kreisverband Ost. Er war seit der Wahl im Jahre 2007 bis 2011 Mitglied in der Bremischen Bürgerschaft. Für seine Fraktion war er dort in den Ausschüssen für Informations- und Kommunikationstechnologie und Medienangelegenheiten, für Bürgerbeteiligung und Beiratsangelegenheiten sowie im Betriebsausschuss GeoInformation vertreten. Zudem war er als Mitglied der Deputation für Bau und Verkehr. Für die FDP-Fraktion war er Sprecher für Bau und Verkehr, Bürgerbeteiligung und Beiräte sowie Medien.